# برايان بيرك (سياسي)
برايان بيرك (بالإنجليزية: Brian Burke)‏ هو سياسي أمريكي، ولد في 19 أبريل 1958 في ميلواكي في الولايات المتحدة. حزبياً، نشط في الحزب الديمقراطي. وقد انتخب عضو مجلس ولاية ويسكونسن.